# مؤسسه سرمازیست
موسسه سرمازیست(به انگلیسی: Cryonics Institute (CI)) موسسه سرمازیستی(CI) یک بنیاد غیرانتفاعی آمریکایی است که خدمات سرمازیستی را ارائه می‌دهد. این موسسه انسان‌ها و همچنین حیوانات خانگی مرده را در نیتروژن مایع منجمد می‌کند به امید اینکه با پیشرفت فناوری در آینده بتوانند آن‌ها را بازیابی و زنده کند.

## نفرات
موسسه سرمازیست دارای ۱۸۸ نفر است که در مخازن نیتروژن مایع به همراه رابرت اتینگر که به همراه مادر و همسرانش در آنجا نگهداری می‌شوند.